# Arturo Gatti
Arturo Gatti (Cassino, 15 april 1972 – Porto de Galinhas, 11 juli 2009) was een Italiaans-Canadees bokser. Zijn bijnaam luidde Thunder. 
Gatti begon in 1991 met professioneel boksen. Hij stond bekend om zijn dapperheid in de ring en zijn stootkracht. Gatti werd wereldkampioen in twee gewichtsklassen; hij hield de IBF supervedergewicht-titel van 1995 tot 1998 en de WBC superlichtgewicht-titel van 2004 tot 2005. Vier van zijn wedstrijden werden door het bokstijdschrift The Ring gekozen tot Fight of the Year. Zijn eerste gevecht tegen Micky Ward in 2002 wordt door boksdeskundigen en tijdschriften als een van de meest spectaculaire gevechten van het decennium beschouwd. Gatti kondigde zijn pensionering aan op 14 juli 2007.
Zijn dood in 2009 was verwikkeld in controverse, waarbij zijn vrouw eerst werd gearresteerd voor moord en vervolgens werd vrijgelaten nadat een autopsie besliste dat zijn dood zelfmoord was.